# L. Scott Caldwell

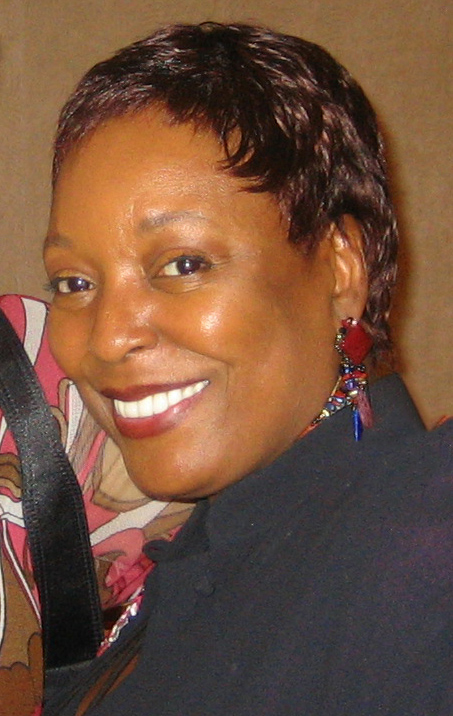
L. Scott Caldwell (2007)

Laverne „L.“ Scott Caldwell (* 17. April 1950 in Chicago, Illinois) ist eine US-amerikanische Schauspielerin, die durch ihre Rolle Rose Henderson in der ABC-Fernsehserie Lost bekannt wurde.

## Überblick
Die aus Chicago stammende Caldwell begann ihre Karriere 1978 als Mitglied der Negro Ensemble Company. Sie bekam dadurch Hauptrollen in Stücken von: Wole Soyinka, Athol Fugard, Neil Simon und Regina Taylor. Caldwell erwarb ihren Abschluss in Theater Arts an der Loyola University Chicago. Sie hat einen umfangreichen Hintergrund in Spielfilmen, Theater und Fernsehen. Zu ihren bisher erfolgreichsten Filmen und Serien zählen unter anderem: Für alle Fälle Amy, Lost, The Secret Life of the American Teenager, Southland, JAG, Chicago Hope, City of Angels und Promised Land. Im Jahr 2010 spielte sie auch im Kurzfilm Lisa Trotter die Hauptrolle. L. Scott Caldwell bekam einen Tony Award für ihre Rolle als Bertha Holly in Joe Turner’s Come and Gone.

## Leben
Caldwell, das mittlere Kind in der Familie, wurde als Laverne Scott in Chicago, Illinois, geboren. Sie wuchs in der Woodlawn-Nachbarschaft in der südlichen Hälfte Chicagos auf. Nach ihrem Schulabschluss ging sie zum Theater. Dort entwickelte sie ihr Interesse an der Schauspielerei. Schon in ihren frühen Jahren wusste sie, dass sie eine Schauspielerin wie Bette Davis und Loretta Young werden wollte. Während ihrer Zeit an der Hyde Park High School trat sie parallel auch im Drama Club auf. Eines Tages ging ihre Schulklasse zu einer Aufführung des Stückes A Day of Absence. Es war das erste Mal, dass sie professionelle „schwarze“ Leute auf der Bühne spielen sahen. Nach dem Abitur, im Jahre 1967, besuchte Caldwell die Northwestern University. Sie verließ die Uni nach einem Jahr und arbeitete Vollzeit als Operatorin.  Später erwarb sie einen Bachelor in Theater und Kommunikation. Sie heiratete L. Scott Caldwell John Caldwell. Sie bekamen einen Sohn namens Ominara. 1980 ließ sie sich scheiden und sie heiratete 2004 den Regisseur, Fotografen und Künstler Dasal Banks, der 2005 starb.

## Karriere
Caldwell unterrichtete an der Chicago High School of the Performing Arts. Sie arbeitete auch an der Chicago Council Fine Arts. Im Jahre 1978 ging L. Scott nach New York City, um dort an der Uta Hagen’s Schule vorzusprechen. Während sie wartete, um aufgerufen zu werden, sah sie eine Anzeige der Negro Ensemble Company. Nach ihrem Vorsprechen nahm sie die U-Bahn nach NEC. Dort trug sie die gleichen Stücke vor, die sie zuvor vorgetragen hatte, und wurde von beiden Schulen angenommen.  Während Caldwell ihre erste Saison an der NEC verbrachte, durfte sie schon einige Stücke aufführen.
Im Dezember 1984, während der Arbeit in Play of Giants, wurde Caldwell von einem Auto angefahren. Sie erlitt eine schwere Rückenverletzung und konnte zwei Jahre nicht arbeiten. Kurz nach dem Gewinn des Tony Awards, den sie für ihre Rolle als Bertha Holly bekam, zog L. Scott nach Südkalifornien, um dort in der Film- und Fernsehbranche zu arbeiten. Sie nahm Aufträge aus den USA, aus Kanada und aus Südafrika an. Caldwell ist aktives Mitglied verschiedener Gruppen und setzt sich für die Rechte der Frauen in aller Welt ein.

## Filmografie (Auswahl)

### Filme
- 1983: An einem Morgen im Mai (Without a Trace)
- 1984: Exterminator 2
- 1988: Der Schrei nach Liebe (God Bless the Child)
- 1990: Action Jackson 2 – Gefährliche Begierde (Dangerous Passion)
- 1991: Up Against the Wall
- 1991: Ein Baby kommt selten allein (Baby of the Bride)
- 1991: Der Giftzwerg (Dutch)
- 1993: Auf der Flucht (The Fugitive)
- 1993: Am Rande des Todes (The Switch)
- 1993: Extreme Justice
- 1993: For the Love of my Child
- 1993: Die Hölle in mir (Darkness before Dawn)
- 1995: Soweto Green
- 1995: Waiting to Exhale – Warten auf Mr. Right (Waiting to Exhale)
- 1995: Das Netz (The Net)
- 1995: Teufel in Blau (Devil in a Blue Dress)
- 1995: Der Tod hinter der Maske (Don’t Came a Blackbird)
- 1996: Twilight Man
- 1996: Der leidensvolle Weg zum Sieg (Dying to Be Perfect: The Ellen Hart Pena Story)
- 1999: Mystery Alaska
- 1999: Intimate Betrayal
- 1999: The Last Man on Planet Earth
- 2002: Im Zeichen der Libelle (Dragonfly)
- 2006: Spiel auf Bewährung (Gridiron Gang)
- 2009: Powder Blue
- 2010: Like Dandelion Dust
- 2010: Lisa Trotter
- 2011: The Lamp
- 2015: The Perfect Guy
- 2017: Der Fall Jesus (The Case for Christ)
- 2021: Bingo Hell

### Fernsehserien
- 1988: Die Bill Cosby Show (The Cosby Show)
- 1988: TV 101
- 1989: L.A. Law – Staranwälte, Tricks, Prozesse (L.A. Law)
- 1989: NAM – Dienst in Vietnam (Tour of Duty)
- 1990: The Outsiders
- 1990: Doogie Howser, M.D.
- 1991: Liebe, Lüge, Mord (Love, Lies and Murder)
- 1991: Die besten Jahre (Thirtysomething)
- 1991: Equal Justice
- 1992: The Heights – Rockin’ Friends (The Heights)
- 1992: Die Staatsanwältin und der Cop (Reasonable Doubts)
- 1993: Superman – Die Abenteuer von Lois & Clark (Lois & Clark: The New Adventures of Superman)
- 1994: Melrose Place
- 1995: Grace (Grace under Fire)
- 1995: Bringing Up Jack
- 1996: Pretender (The Pretender)
- 1997: Murder One
- 1998: Alabama Dreams (Any Day Now)
- 1999: Graham's Diner
- 1999: Chicago Hope – Endstation Hoffnung (Chicago Hope)
- 1999–2000: Für alle Fälle Amy (Judging Amy)
- 2001: Lady Cops – Knallhart weiblich (The Division)
- 2001: Kate Brasher
- 2001: Practice – Die Anwälte (Die Praxis)
- 2001: Passions
- 2002: The Court
- 2003–2007: Queens Supreme
- 2003: Nip/Tuck – Schönheit hat ihren Preis (Nip/Tuck)
- 2006: Ghost Whisperer – Stimmen aus dem Jenseits (Ghost Whisperer)
- 2006: Cold Case – Kein Opfer ist je vergessen (Cold Case)
- 2007: Jozi-H
- 2004–2010: Lost
- 2007: State of Mind
- 2007: Without a Trace – Spurlos verschwunden (Without a Trace)
- 2008–2013: The Secret Life of the American Teenager
- 2009–2013: Southland
- 2011: Grey’s Anatomy
- 2011: CSI: Den Tätern auf der Spur (CSI: Crime Scene Investigation)
- 2012: Private Practice
- 2013: Criminal Minds
- 2016: Brooklyn 99 (1 Folge)
- 2017: How to Get Away with Murder (5 Folgen)
- 2018–2020: Chilling Adventures of Sabrina (3 Folgen)
- 2020: Lucifer (Für das Huhn geht es nie gut aus ), Staffel 5, F. 4

## Theater
- 2011: A Raisin in the Sun als Lena Younger
- 2011: The Circle als Donna
- 2009: Reverse Transcription Staged reading als Ottoline
- 2006: The Dreams of Sarah Breedlove als Sarah Breedlove (Madam C.J. Walker)
- 2005: Going To St. Ives als May N'Kame
- 2002: Intimate Apparel Staged reading als unbekannt
- 2001: Sorrows and Rejoicings als Marta Barends
- 1998: Landlocked als Reporter/Camilla
- 1998: St. Louis Woman als Leah
- 1997: Proposals als Clemma Diggins
- 1997: Macbeth als Lady Macbeth
- 1995: American Medea als Medea
- 1991: The Piano Lesson als Berniece
- 1990: From the Mississippi Delta als Miss Rosebud/Bro. Pastor
- 1987–1988: Joe Turner's Come and Gone als Bertha Holly
- 1987: A Month of Sundays als understudy Mrs. Baker
- 1986: Elegies for the Fallen Staged reading als unbekannt
- 1984: A Play of Giants als Ambassador
- 1982: A Raisin in the Sun als Ruth Younger
- 1982: Colored Peoples Time als Cahterine/Addie/Nadine/Ida
- 1982: Boesman and Lena als Lena
- 1979: A Season to Unravel als Afrodite
- 1979: Plays From Africa - Everyman & The Imprisonment of Obatala als unbekannt
- 1979: Old Phantoms als Ruth
- 1978: Daughters of the Mock als Gail
- 1977: The Thesmophoriazousae als Sosie
- 1957: The Other Cinderella als unbekannt
- 1974: No Place to be Somebody: A Black-Black Comedy als Cora Beasley

## Auszeichnungen und Nominierungen
Auszeichnungen
- 1988: Tony Award für das Theaterstück – Joe Turner came & gone
- 1990: Drama-Logue Award für die Aufführung des von – From The Mississippi Delta
- 1997: Drama-Logue Award für die Mitwirkung in – Proposals
- 1998: Helen Hayes Award für die Nebendarstellung in – Proposals
- 2005: Obie Award für das Theaterstück – Going to St.Ives
- 2006: BTAA Award für die beste Hauptdarstellerin im Theaterstück – The Dreams of Sarah Breedlove
- 2011: Los Angeles Drama Critics Circle Award für die Mitwirkung in – A Raisin in the Sun

Nominierungen
- 1998: FANY Award für herausragende Schauspielerin im Theaterstück – Proposals
- 2005: Outer Critics Circle Award für herausragende Schauspielerin im Theaterstück – Going to St.Ives
- 2007: Genini Award für die beste Schauspielerin in – Jozi-H
- 2011: Ovation Award für die beste Schauspielleistung in – A Raisin in the Sun